# Macromidia shiehae
Macromidia shiehae är en trollsländeart som beskrevs av Jiang, Li och Yu 2008. Macromidia shiehae ingår i släktet Macromidia och familjen skimmertrollsländor. Inga underarter finns listade i Catalogue of Life.